# Gizela Belinger Ferjančič
Gizela Belinger Ferjančič, slovenska publicistka in učiteljica, * 2. maj 1887, Gorica, † 19. junij 1976, Trst.
Oče ji je bil oskrbnik Matevž Belinger, mati ji je bila Frančiška (roj. Valič).
Učiteljišče je obiskovala med letoma 1898 in 1906 v Gorici, kjer je leta 1911 opravila tudi strokovni izpit. Kasneje je poučevala v različnih krajih Primorske in Italije. 